# Абдулмукменево
Абдулмукменево (баш. Әбделмөьмин) — упразднённая в 1938 году деревня, вошедшая в черту города Баймак Баймакского района Республике Башкортостан Российской Федерации. На момент упразднения входила в Баймакский поселковый сельсовет Баймакского района.

## Топоним
В 1866 была известна как Абдулмукменево (Ильчибаево), в 1920 как Габдельмукменево (Идельбаево), на карте Стрельбицкого издания 1919—1921 указана Абдулмукменева.

## История
Основана в начале XIX века башкирами Бурзянской волости Верхнеуральского уезда на собственных землях.

## Население
В 1866 в 26 дворах проживало 162 человека, в 1900—277; 1920—457.

## Инфраструктура
Занимались скотоводством, земледелием. Была мечеть.